# 齋藤仁弘
齋藤仁弘（さいとう ひとひろ，1957年2月12日—），日本合氣道家。他是齋藤守弘師範(9段)的兒子和繼承人。

## 生平
齋藤仁弘出身於茨城縣岩間町，從7歲開始就跟著植芝盛平(合氣道締造者)開始學習合氣道。這位始祖把他當做了自己的外孫。1969年，植芝盛平去世之後，他就隨其父親繼續練習。
於1986年，齋藤仁弘成為了岩間道場的正式指導師。
在他父親過世的幾年之前，他承擔了了先師的道場和合氣神社的主要工作，而且道場的大部分教學落入了他的手中。
並于2002年，他爸爸去世之後，齋藤仁弘成為岩間合氣道的主要負責人。
並於2004年，他組建岩間神信合氣修練會(ISSASK)。
如今他在岩間的膽練舘道場全職授課，往來於在世界各地指導輔導會場上來參加的數百名合氣道學生。
並於2009年，他換他的名字到齋藤仁平。

## 爭議
- 岩間神信合氣修練會早年強調的是原樣保留開祖當年所留傳下來的合氣道體術及武器系統，但後期卻強調齊藤家族不斷的『微調』岩間合氣道的技法，不斷的在修正動作細節，卻仍然堅稱自己是傳統合氣道的矛盾說法。
- 為了讓齊藤家族第三代能提早順利接班，令指定的第二代宗家齊藤安洸改名為齊藤守弘作為宣傳手段。